# Kalles Kaviar (Band)
Kalles Kaviar ist eine Reggae- und Ska-Band aus Basel, die 1995 gegründet wurde.

## Geschichte
Kalles Kaviar spielen seit 1996 traditionellen jamaikanischen Ska, Rocksteady und Early Reggae. Die Band zählt acht Musiker, davon zwei Sänger, Bläsersatz und Rhythmsection. Bei den vielen Auftritten in der Schweiz, Deutschland, Frankreich, Italien und Österreich traten Kalles Kaviar u. a. mit Bands wie The Skatalites, Derrick Morgan, Laurel Aitken, Desmond Dekker, Ken Boothe, Dr. Ring-Ding, Intensified, Eastern Standard Time, New York Ska-Jazz Ensemble, Ska Trek oder Top Cats auf. Highlights darunter waren die internationalen Ska-Festivals in Strasbourg, Paris, Potsdam und Rosslau, sowie die Tournee als Backing-Band von Roy Ellis aka Mr. Symarip, dem ehemaligen Sänger von Symarip. 
Die Band ist nach Kalles Kaviar, einem Brotaufstrich aus geräuchertem Rogen von Dorsch und Seelachs benannt, der von Abba Seafood in Schweden seit 1954 hergestellt wird.

## Diskografie
- 1996: Jamaican Rhythms 10inch (Leech Records)
- 2000: Make Wonder (Leech Records)
- 2004: Early Bird (Leech Records)
- 2006: Lime Time (Leech Records)
- 2010: Ooh Ooh Yeah Yeah (Leech Records)
- 2013: Volume 6 (Bag A Boo Records)
- 2016: Voodoo Man (Bag A Boo Records)
- 2020: Probably the Next Big Thing (Bag A Boo Records)